# Johann Baptist Welsch
Johann Baptist Welsch, apodado Tilla (Arzdorf, el 22 de febrero de 1888-Mauthausen, Alta Austria, el 2 de marzo de 1943) fue un artista del transformismo de Colonia en las décadas de 1920 y 1930 .
Originalmente, Welsch trabajaba como administrativo. Durante la República de Weimarer había un animado ambiente gay en Colonia, con clubs, bares y «asociaciones de amigos», como sólo se podía encontrar en Berlín. En su personaje de Tilla, Welsch era una estrella del espectáculo, que actuaba sobre todo en clubs de ambiente, como el Hotel zum Adler en la calle Johannisstraße y el mayor de los locales para homosexuales, el Dornröschen (en español, La bella durmiente), en la calle Friedrichstraße, ante un público homo y heterosexual. Ambos locales eran dirigidos por el gastrónomo gay Josef Johann Mumbour. Las actuaciones de Tilla, travestido de dama, contando chistes y cantando, también eran comentadas por la prensa generalista.
Usando la nueva versión del artículo 175 del código penal alemán introducido por el gobierno nazi en 1935, Welsch fue detenido en diversas ocasiones por la policía de Colonia y finalmente, tras su última detención en 1940, fue enviado al campo de concentración de Mauthausen en Austria, al igual que muchos otros homosexuales de la época. Allí falleció a los 55 años, el 2 de marzo de 1943.
En frente del último domicilio de Welsch antes de ser deportado, en la calle Schnurgasse 64, se colocó en su memoria un Stolperstein.